# Salep
El salep és una beguda calenta, típica de l'hivern, molt consumida a Turquia i als països veïns; és patrimoni cultural de la gastronomia otomana. El salep es fa utilitzant llet calenta, sucre i la substància mucilaginosa i feculenta que s'obté dels tubercles novells de diferents espècies d'orquídies, també anomenada salep.